# Евстахій Рильський
Евстахій Рильський   (пол. Eustachy Rylski; нар. 18 листопада 1944 року, Навойов неподалік Нового Санча)  – прозаїк, драматург, режисер. Дебютував твором «Станкевич» 1984 року, лауреат літературної премії ім. Юзефа Мацкевича.

## Життя
Поет народився у селі Навойова неподалік Нового Санча. Родина походила з Волині.  Батько працював інженером. Під час Другої світової війни був солдатом Армії Крайової (АК). У вересні 1944 року його розстріляли в Молдовії,  неподалік  міста Ритра. Трагедія трапилася за два місяця до народження сина – Євстахія Рильського на світ. Разом з мамою хлопець жив у Собешево (Єленя-гурське воєводство).                                                                                            1959-1963 роки навчався у загальноосвітньому ліцеї в місті Карпач, а через два роки здав іспити в загальноосвітньому ліцеї у Валбжиху. З 17 років працював на автомобільній базі, що була у Собешево, неподалік від Єленьої Гури. Впродовж свого життя автор випробував себе у різних сферах діяльності, працюючи як урядовець, працівник культурного осередку. У 1978 році Євстахій Рильський переїхав до Варшави та працював два роки викладачем у будівельній школі. У 1981-1985 роках був співзасновником ремонтно-будівельної фірми, яка розпалася у зв’язку з його літературним дебютом.

## Творчість
Як поет дебютував досить пізно, у 40 років. Фрагменти з оповідання «Станкевич» 1983 року були  опубліковані у тижневику «Literatura» («Література»). У творі описуються події січневого повстання, доля офіцерів царської армії чий батько був учасником повстання. Редактор Державного видавничого інституту після прочитання твору не міг повірити у те, що така блискавична проза написана дебютантом, тому не вагаючись  запропонував поету написати ще один твір. За дебютний рік  слід вважати - 1984, коли вдруге вийшов друком  «Станкевич» разом із другою повістю «Повернення». Прихильно прийняли повість як читачі, так і критики. Продано близько 50 тисяч примірників.  Твір «Станкевич» було перекладено на французьку, німецьку, італійську, російську, іспанську, чеську мови. Режисери отримали права на адаптацію романів  «Станкевич» і  «Повернення».  
Наступна збірка оповідань є «Лише холод» (1987) - відзначена Варшавською літературною премією. Разом із дружиною Люциною Рильською видають журнал «Twój Styl» («Твій стиль»). Євстахій Рильський робить двадцятилітню перерву у написанні прози.  
Як драматург Євстахій Рильський дебютував твором «Холодна осінь» (1990). Наступні твори, як: «Аромат орхідеї», «Netta» друкувалися у щомісячнику  «Dialog» («Діалог»). 
Євстахій Рильський  з дружиною переїжає до Варшави. Саме у цьому місті після 20-літньої перерви виходить його повість «Людина в тіні» (2004), що нагороджена літературною нагородою ім. Юзефа Мацкевича. Його роман «Умова» був фіналістом на здобуття нагороди Nike (Ніке). Автор звертається на перший погляд до застарілої форми історичного роману, сюжет якого стає фундаментом для морально-філософських роздумів. Здавалося б, вибір такої форми ризикований для сучасного письменника, а все ж успіх роману і його номінація на Nike доводить, що історична проза є універсальною й залишається актуальною для сучасного читача. 
Євстахій Рильський  є Членом  Товариства польських письменників.

## Досягнення

### Повісті
| Рік видання | Переклад назви        | Оригінальна назва  |
| ----------- | --------------------- | ------------------ |
| 1984        | Станкевич. Повернення | Stankiewicz.Powrót |
| 2004        | Людина в тіні         | Człowiek w cieniu  |
| 2005        | Умова                 | Warunek            |
| 2013        | Біля Юлії             | Obok Julii         |

Збірки оповідань
| Рік видання | Переклад назви | Оригінальна назва |
| ----------- | -------------- | ----------------- |
| 1987        | Лише холод     | Tylko chłód       |
| 2007        | Острів         | Wyspa             |

### Драми
| Рік видання | Переклад назви | Оригінальна назва |
| ----------- | -------------- | ----------------- |
| 1990        | Холодна осінь  | Chłodna jesień    |
| 1991        | Запах орхідеї  | Zapach orchidei   |
| 1994        | Netta          | Netta             |
| 1998        | Що не є сном   | Co nie jest snem  |
| 2003        | Справа честі   | Sprawa honoru     |

### Збірки есеїв
| Рік видання | Переклад назви | Оригінальна назва |
| ----------- | -------------- | ----------------- |
| 2009        | Після сніданку | Po śniadaniu      |

### Сценарії
| Рік видання | Переклад назви                                     | Оригінальна назва                                                                         |
| ----------- | -------------------------------------------------- | ----------------------------------------------------------------------------------------- |
| 1987        | Тіні ("The Road Home", польсько-британський фільм) | Cienie ("The Road Home", film polsko-brytyjski), scenariusz i reżyseria Jerzy Kaszubowski |
| 1988        | Дівчина з готелю Excelsior                         | Dziewczynka z hotelu Excelsior (reżyseria Antoni Krauze)                                  |

## Нагороди
- 1984 нагорода від тижневика «Literatura» («Література)»  в категорії «Дебют року»

- 1987 Варшавська літературна премія за оповідння «Лише холод»

- 2004 «Людина в тіні» визначена Книгою червня  Варшавської літературної премії

- 2005 Літературна премія ім. Юзефа Мацкевича за повість «Людина в тіні»

- 2005 роман «Умова» визначений Книгою вересня Варшавської літературної премії

- 2005 роман «Умова» визначений Книгою осені Бібліотеки Рачинських в Познані

- 2006 роман «Умова» визначений Книгою року 2005 Варшавської літературної прем'єри

- 2006 роман «Умова» був фіналістом на здобуття нагороди Nike (Ніке)

- 2006 Літературна нагорода Центральної Європи «Ангелус» за роман «Умова»

- 2011 Золота медаль «За заслуги в культурі Gloria Artis»

- 2013 Літературна нагорода Самуїла Богумила Лінде 2013, разом із Бріґітте Кронауер

## Громадська позиція
У 2018 році підтримав звернення Європейської кіноакадемії на захист ув'язненого у Росії українського режисера Олега Сенцова

## Зовнішні посилання
- Мистецтво розповідати історії